# Bad Soden am Taunus
Bad Soden am Taunus är en kommun och ort i Main-Taunus-Kreis i Regierungsbezirk Darmstadt i förbundslandet Hessen i Tyskland.

## Vänorter
- Františkovy Lázně, Tjeckien
- Kitzbühel, Österrike
- Rueil-Malmaison, Frankrike
- Yōrō, Japan